# سیستم پنجره‌بندی

Layers of the windowing system-based graphical user interface

The display server (here called Wayland compositor) is the central component of a windowing system. It communicates with its clients over the display server protocol.

Typical elements of a window. The window decoration is either drawn by the window manager (X11) or by the client (Wayland). The drawing of the content is the task of the client.

یک سیستم پنجره‌بندی (به انگلیسی: Windowing system) یکی از اجزای واسط کاربر گرافیکی است که پیاده‌سازی و پشتیبانی از آن توسط مدیر پنجره صورت می‌گیرد و وظیفه فراهم آوردن بستری برای بکار گرفتن سخت‌افزارهای گرافیکی مثل موشواره و صفحه کلید را بر عهده دارد. وظیفه رسم اشاره گر موشواره بر عهده این سیستم است.
ممکن است برای برخی از عناصر گرافیکی مثل بعضی از قسمت‌های مدیر پنجره، یا بعضی از برنامه‌های کاربردی نیز اصطلاح سامانه پنجره‌بندی، استفاده شود. اگر چه بعضی از سیستم عامل‌ها بین برنامه‌های کاربردی، مدیر پنجره‌ها و تکنولوژی‌های مختص خود تفاوت قائل می‌شوند، سامانه پنجره‌بندی هیچ گونه تفاوتی بین پنجره‌های خود و سایر پنجره‌ها، نمی‌گذارد.
از دید یک برنامه‌نویس، سامانه پنجره‌بندی وظیفه فراهم آوردن ملزومات گرافیکی اولیه مانند رندر کردن نویسه‌ها، رسم خطوط بر روی صفحه و مهم‌تر از همه ایجاد یک دید انتزاعی از سخت‌افزار گرافیکی به‌طوری‌که بالاتر از رابط‌های گرافیکی ای مانند مدیر پنجره قرار گیرد را برعهده دارد.
یک سامانه پنجره‌بندی اجرای هم‌زمان چندین برنامه را برای رایانه کاربران به ارمغان می‌آورد. به این صورت که هر برنامه در پنجره مربوط به خود که غالباً مستطیل شکل است اجرا می‌شود. هر چند که وظیفه تعامل پنجره‌ها با یکدیگر، بر عهده مدیر پنجره است، ولی بیشتر سامانه‌های پنجره‌بندی باستفاده از تکنیکی موسوم به re-parenting ساز و کاری فراهم می‌کنند تا پنجره‌ها بتوانند روی هم قرار گیرند.
بعضی از سامانه‌های پنجره‌بندی مانند سامانه پنجره اکس قابلیت‌های پیشرفته‌ای از قبیل Network transparency دارند که به کاربر اجازه می‌دهد تا برنامه‌های گرافیکی را از طریق کامپیوتر راه دور اجرا نماید. سامانه پنجره ایکس یک راهبرد چند لایه‌ای محض دارد که اجازه نمی‌دهد هیچ گونه رویهٔ خاصی در مورد شکل و شمایل و رفتار واسط گرافیکی کاربر، بدون گذشت از مدیر پنجره ایکس، ابزار ویجت و محیط میزکار اجرا شود.

## فهرست سامانه‌های پنجره‌بندی

### سامانه‌های مختص سیستم عامل‌هایشبه یونیکس
- ریو برای پلان ۹ از آزمایشگاه‌های بل
- Fresco/Berlin
- FramebufferUI (fbui) in-kernel windowing system
- HP Windows
- ManaGeR MGR
- Metisse
- MicroXwin
- NeWS / OpenWindows
- نکست‌استپ
- Qt Extended
- Quartz Compositor (اواس‌ده)
- SunView
  - Twin Text WINdows
- W Window System
- وی‌لند
- سیستم پنجره ایکس
- Xynth
- XFast
- Y Window System

### سامانه‌های پنجره‌بندی برایوب جهان‌گستر
- Dojo
- ExtJS
- TIBCO General Interface
- Web Window Manager

### سایر سامانه‌ها
- DM
- GEM
- OPIE
- Intuition
- Microwindows
- MiniGUI
- OOHG

در سیستم عامل‌هایی مانند مایکروسافت ویندوز، مک او اس (تا نسخه ۹) و پالم (سیستم‌عامل)، سامانه پنجره‌بندی با هسته سیستم عامل ترکیب شده‌است.